# Yavuz Bingöl
Pour les articles homonymes, voir Bingöl (homonymie).
Yavuz Bingöl est un chanteur et acteur turc né en 1964 à Istanbul.

## Filmographie sélective
- 2007 : L'Ange blanc de Mahsun Kırmızıgül
- 2008 : Les Trois Singes de Nuri Bilge Ceylan
- 2011 : 72. Kogus de Murat Saraçoglu